# Hallenradsport

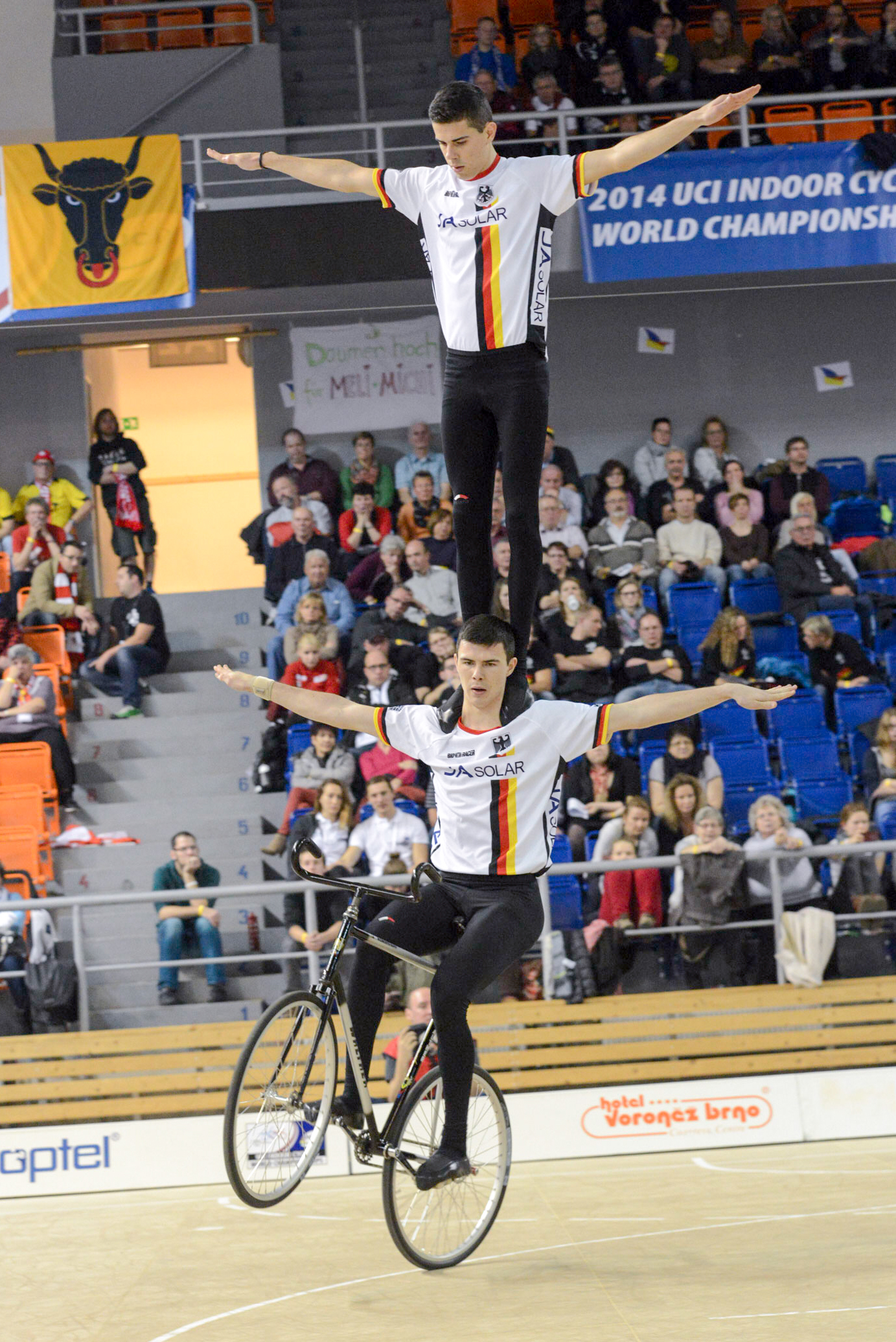
Hallenradsport Weltmeisterschaft 2014, Brünn

Hallenradsport (auch kurz Saalsport) umfasst die Disziplinen Kunstradfahren, einschließlich des Vierer- und Sechser-Einradfahrens sowie Radball und Radpolo.
Die übrigen Sparten des Einradfahrens wie z. B. Einradrennen, Einrad-Artistik, Einradhockey oder Einradbasketball werden in einer Halle oder im Freien durchgeführt und nicht zum Hallenradsport gerechnet.
Über viele Jahrzehnte reichte für die Wettbewerbe im Kunstradfahren, Zweier-Radball und Radpolo eine Halle mit einer Wettkampffläche von 11 × 14 Metern aus. Die Geschichte der Radsportvereine ist deshalb mit dem Bau einer vereinseigenen Radsporthalle, die meist in Eigenleistung errichtet wurden, eng verbunden. Früh entstanden diese Trainings- und Wettkampfstätten, die auch der Pflege des Vereinslebens dienten, z. B. in Appenheim (1931) oder Konstanz (1932/1933), dann aber vor allem in den beiden Jahrzehnten nach dem Zweiten Weltkrieg, z. B. Ludwigsau-Tann (1948/1949), Weil im Schönbuch (1951/1952), Gau-Algesheim (1959/1960) oder Mainz-Hechtsheim (1963/1964).
Heute werden die Wettbewerbe im Kunstradfahren, für die häufig zwei Wettkampfflächen oder eine Trainings- und eine Wettkampffläche zur Verfügung stehen müssen, in größeren kommunalen Sporthallen durchgeführt. Fünfer-Radball, der weitgehend an die Stelle des Sechser-Rasenradballs getreten ist, wird auf einer Fläche von der Größe des Hallenhandball-Feldes gespielt.
Jährlich werden von der UCI die Hallenradsport-Weltmeisterschaften organisiert. Dabei werden die Disziplinen Radball, 1er- (Männer und Frauen), 2er- (Männer und Frauen) und 4er-Kunstradfahren (Frauen) ausgetragen. Radpolo gehört nicht zur UCI Hallenradsport-Weltmeisterschaft.